# Andrew Johnson
Andrew Johnson (født 29. december 1808, død 31. juli 1875) var fra 1865 til 1869 USA's 17. præsident. Han blev valgt til at være vicepræsident for Abraham Lincoln da denne blev genvalgt i 1865. Dette var lidt kontroversielt, da han tidligere havde været demokrat og Lincoln var republikaner. Johnson havde forladt det demokratiske parti på grund af sin holdning til slavespørgsmålet. Han overtog embedet efter drabet på Abraham Lincoln. 